# Grange dîmière de la Merrie
La Grange dîmière de la Merrie est une grange dîmière située à Chenu, en France.

## Historique
Au XIIIe siècle, le chapitre de la collégiale Saint-Martin de Tours acquiert les droits de justice sur le fief de la Merrie, à Chenu. Il fait alors construire alors cet édifice qui mêle à la fois les fonctions de logis et d’entrepôt pour le stockage de la dîme, impôt essentiellement versé en nature. Les chanoines, puis la prévôté d’Anjou à laquelle ils transfèrent leurs droits sur le fief au XIVe siècle, nommaient un maire, un officier chargé de rendre la justice et de récolter l’impôt. La grange est vendue comme bien national à la Révolution. 
L'édifice est classé au titre des monuments historiques le 18 octobre 1993.